# Dow Testing Laboratory
Die US-amerikanischen Dow Testing Laboratory bzw. Dow Testing Laboratories gehörten zum Edison-Konzern und waren in Detroit ansässig. Eine andere Quelle verwendet die Firmierung Detroit Testing Laboratories. Nur 1960 betätigten sie sich auch als Automobilhersteller und bauten ein kleines Elektrofahrzeug unter der Leitung von Douglas Dow.
Der kleine Runabout mit zwei Sitzplätzen hieß Dow Electric und wurde von zwei Elektromotoren angetrieben, die je 330 W entwickelten. Für die Stromversorgung waren drei 12-V-Batterien und vier 2-V-Batterien zuständig. Die Reichweite lag bei 48 km. Der Radstand des Gefährtes betrug 1194 mm, die Gesamtlänge 1880 mm. Der Verkaufspreis schwankte zwischen US$ 500,– und US$ 800,–.
Als Zubehör gab es einen Einachsanhänger, der ein Stromaggregat mit 2,5 hp- (1,8 kW) Benzinmotor trug. Er kostete US$ 150,–.